# 喜福寺 (八王子市)
喜福寺（きふくじ）は、東京都八王子市にある真言宗系の単立寺院。

## 歴史
1394年（応永元年）寂の宗伝、または1429年（永享元年）寂の亮慶の開山と伝えられる。いずれの説にしても室町時代前期に創建されたものと推測される。
江戸時代は幕府より寺領8石5斗を賜っている。1708年（宝永5年）に梵鐘を鋳造した。
1971年（昭和46年）に鉄筋コンクリート造の本堂等が建てられた。かつては「観音霊水」と称する湧水があったが、中央自動車道の建設工事により枯渇した。
当寺では、「終の道・送る詩（諷誦文）」を作成している。これは葬儀の際に故人の生涯を綴った追悼文で、当寺僧侶が遺族から聞き取って作成するものである。

## 交通アクセス
- 路線バス稲荷坂下停留所より徒歩10分。